# 瑙沙赫尔伊玛目霍梅尼海军大学
瑙沙赫尔伊玛目霍梅尼海军大学是伊朗伊斯兰共和国海军的军事学院，位于马赞德兰省瑙沙赫尔。该学院的学员毕业后将获得少尉军衔并加入海军。 

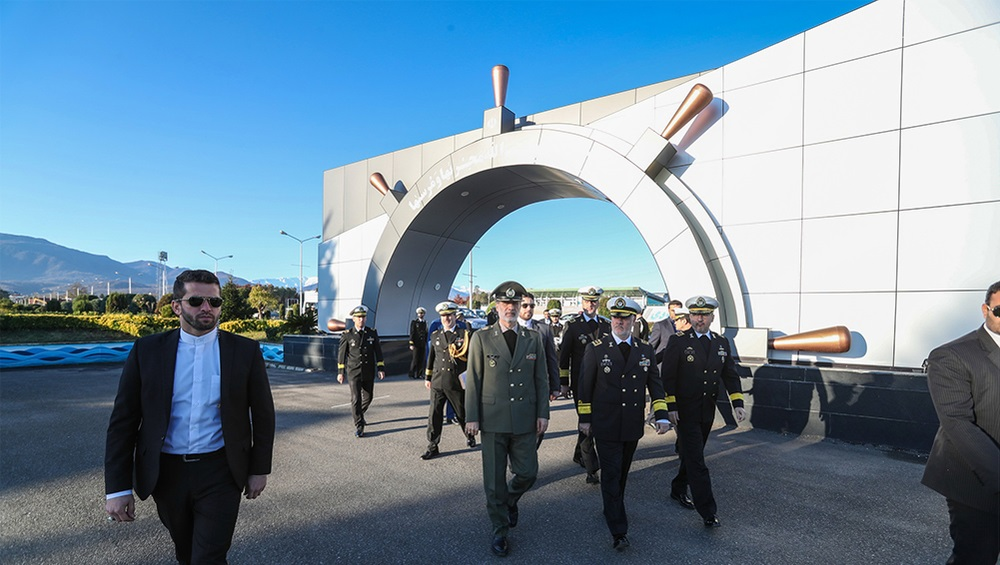
瑙沙赫尔海军大学 2019